# Kumbo
La ciudad de Kumbo, también conocida como Banso (literalmente significa "gente de Nso"), es la segunda ciudad más grande de la provincia del Noroeste de  Camerún, en el departamento de Buy. Se encuentra a una altitud de 1760 metros sobre el nivel del mar. En el año 2001 se estimó una población de 116,500 habitantes. La tribu principal es la Nso.
Es conocida por las carreras de caballos y por el uso de la medicina tradicional. Su monumento más conocido es el palacio de Nso Fon.

## Idiomas
La lengua materna de los habitantes de Kumbo es el Lamnso, pero también se habla el inglés, el francés, el Oku, el Djottin, el Fulfulde y el Hausa.